# ريميجيو موراليس برموديز
ريميجيو موراليس برموديز (بالإسبانية: Remigio Morales Bermúdez) (و. 1836 – 1894 م) هو سياسي، وعسكري محترف من بيرو .